# Thomas Andresen (Politiker)
Thomas Andresen (* 8. April 1897 in Linnau; † 25. Juli 1972 in Flensburg) war ein deutscher Politiker (CDU). Von 1946 bis 1947 war er Finanzminister von Schleswig-Holstein und von 1955 bis 1963 Oberbürgermeister von Flensburg.

## Werdegang
Thomas Andresen wurde geboren als jüngster Sohn des Landwirts Lorenz Friedrich Andresen. Noch als Kind zog es ihn mit seinen Eltern nach Flensburg, wo er das Gymnasium besuchte. Danach studierte er Rechts- und Staatswissenschaft in Kiel und Leipzig und war ab 1925 in seinem erlernten Beruf als Steuerberater wieder in Flensburg tätig. Später gehörte er zu den Mitherausgebern des Flensburger Tageblattes. Er war Mitglied in der DAF, des NSV sowie des NS-Rechtswahrerbundes. Danker und Lehmann-Himmel charakterisieren ihn in ihrer Studie über das Verhalten und die Einstellungen der Schleswig-Holsteinischen Landtagsabgeordneten und Regierungsmitglieder der Nachkriegszeit in der NS-Zeit als „angepasst-ambivalent“.
Nach dem Zweiten Weltkrieg gehörte Andresen zu den Mitbegründern der CDU in Schleswig-Holstein und in Flensburg. Andresen war von 1946 bis 1950 Mitglied (MdL) des Landtages von Schleswig-Holstein. In der ersten Nachkriegs-Landesregierung von Schleswig-Holstein gehörte er als Minister für Haushalt und Finanzen dem Kabinett Steltzer I (11. April 1946 bis 22. November 1946) an. Im Kabinett Steltzer II (23. November 1946 bis 29. April 1947) war Andresen Minister für Finanzen. Vom 8. Mai 1947 bis zum 31. Mai 1950 war er Erster Landtagsvizepräsident. Außerdem gehörte er 1949 der 1. Bundesversammlung an.
Am 22. September 1955 wählte ihn die Ratsversammlung in Flensburg mit 25 von 35 Stimmen auf neun Jahre zum Oberbürgermeister der Stadt.
Thomas Andresen war evangelisch-lutherisch, verheiratet und hatte fünf Kinder.

## Schriften
- Wirtschaft und Finanzen einer Grenzstadt. In: Grenzfriedenshefte (1956), Heft 4, S. 192–199 (Digitalisat).

## Ehrungen
1957 erhielt Andresen die Freiherr-vom-Stein-Medaille. Am 3. September 1968 wurde ihm das Große Bundesverdienstkreuz verliehen.